# (7143) Haramura
(7143) Haramura (1995 WU41) – planetoida z pasa głównego asteroid okrążająca Słońce w ciągu 5,44 lat w średniej odległości 3,09 j.a. Odkryta 17 listopada 1995 roku.